# Sebastiano Mondadori
Sebastiano Mondadori (Milano, 1970) è uno scrittore italiano.

## Biografia
Nato a Milano nel 1970, vive a Lucca dove è direttore della scuola di scrittura creativa Barnabooth.
Pronipote di Arnoldo e nipote di Alberto Mondadori (al quale ha dedicato il biografico Verità di famiglia), ha esordito nel 2001 con il romanzo Gli anni incompiuti vincendo il Premio Rhegium Julii per l'Opera Prima.
Successivamente ha pubblicato altri 8 romanzi e un saggio, La commedia umana: conversazioni con Mario Monicelli, premiato con l'Efebo d'oro nel 2005.

## Opere principali

### Romanzi
- Gli anni incompiuti, Venezia, Marsilio, 2001 ISBN 88-317-7643-6.
- Sarai così bellissima, Venezia, Marsilio, 2002 ISBN 88-317-7784-X.
- Come Lara e Talita, Venezia, Marsilio, 2003 ISBN 88-317-8100-6.
- Un anno fa domani, Torino, Instar libri, 2009 ISBN 978-88-461-0101-3.
- Miracoli sbagliati, Reggio Emilia, Miraviglia, 2013 ISBN 978-88-89993-28-6.
- Gli amici che non ho, Torino, Codice, 2014 ISBN 978-88-7578-457-7.
- L'anno dello straniero, Torino, Codice, 2016 ISBN 978-88-7578-622-9.
- Il contrario di padre, San Cesario di Lecce, Manni, 2019 ISBN 978-88-6266-943-6.
- Verità di famiglia. Riscrivendo la storia di Alberto Mondadori, Milano, La nave di Teseo, 2022 ISBN 978-88-346-1256-9.

### Opere poetiche
- I decaloghi spezzati, Azzate (VA), Stampa 2009, 2021 ISBN 978-88-8336-067-1.

### Saggi
- La commedia umana: conversazioni con Mario Monicelli, Milano, Il saggiatore, 2005 ISBN 88-428-1162-9.

## Premi e riconoscimenti
- Premio Rhegium Julii per l'Opera Prima: 2001 vincitore con Gli anni incompiuti
- Efebo d'oro: 2005 vincitore nella categoria "Saggistica" con La commedia umana. Conversazioni con Monicelli